# 京橋川 (東京都)
京橋川（きょうばしがわ）は、かつて東京都中央区にあった川（運河）である。京橋川は江戸城の外濠（現在の西銀座ジャンクション付近）と楓川・桜川（現在の京橋ジャンクション付近）に至る約0.6kmの河川であったが埋立てられ、現在は東京高速道路がその上を通っている。

## 歴史
京橋川は江戸時代に開削された人工の河川である。江戸前島を掘削した。東海道には京に向かう橋ということで京橋が架けられていたため、この川を京橋川と呼ぶようになったと考えられる。大根河岸、竹河岸があった。京橋付近はカギ状になっていたが、三十間堀川の直線化と同時期にまっすぐに修正する工事が行われた。
京橋川は終戦直後まで存在したが、戦後の復興事業の一環として外濠、京橋川を埋め立て道路を作るという計画が立ち上がり京橋川は埋立てられることになる。埋立ては1954年（昭和29年）から始まり、桜川、楓川とともに1959年（昭和34年）には水路としての京橋川は完全に消滅した。
三十間堀川はもとは楓川と十字で通行できるような形状で京橋川と交差していたが、直線化され京橋川とT字で合流する形になり、旧流路は埋め立てられた。

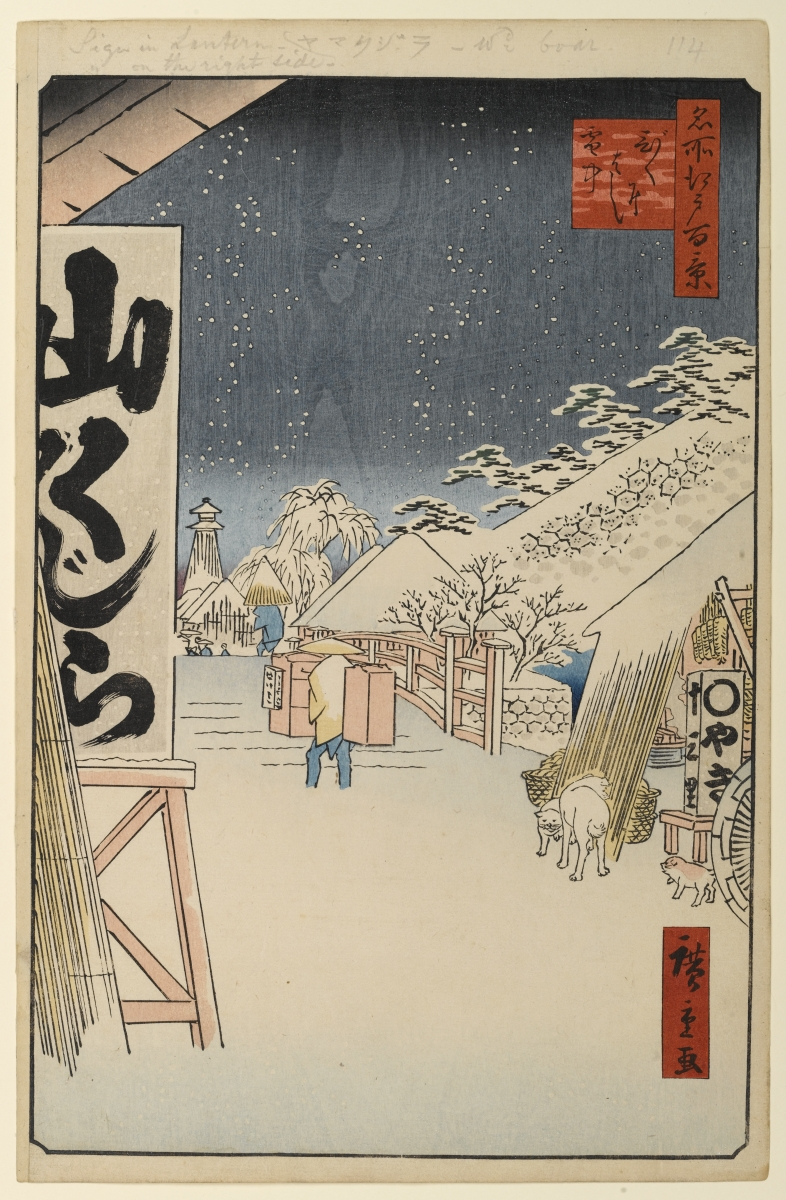
びくにはし雪中 歌川広重画
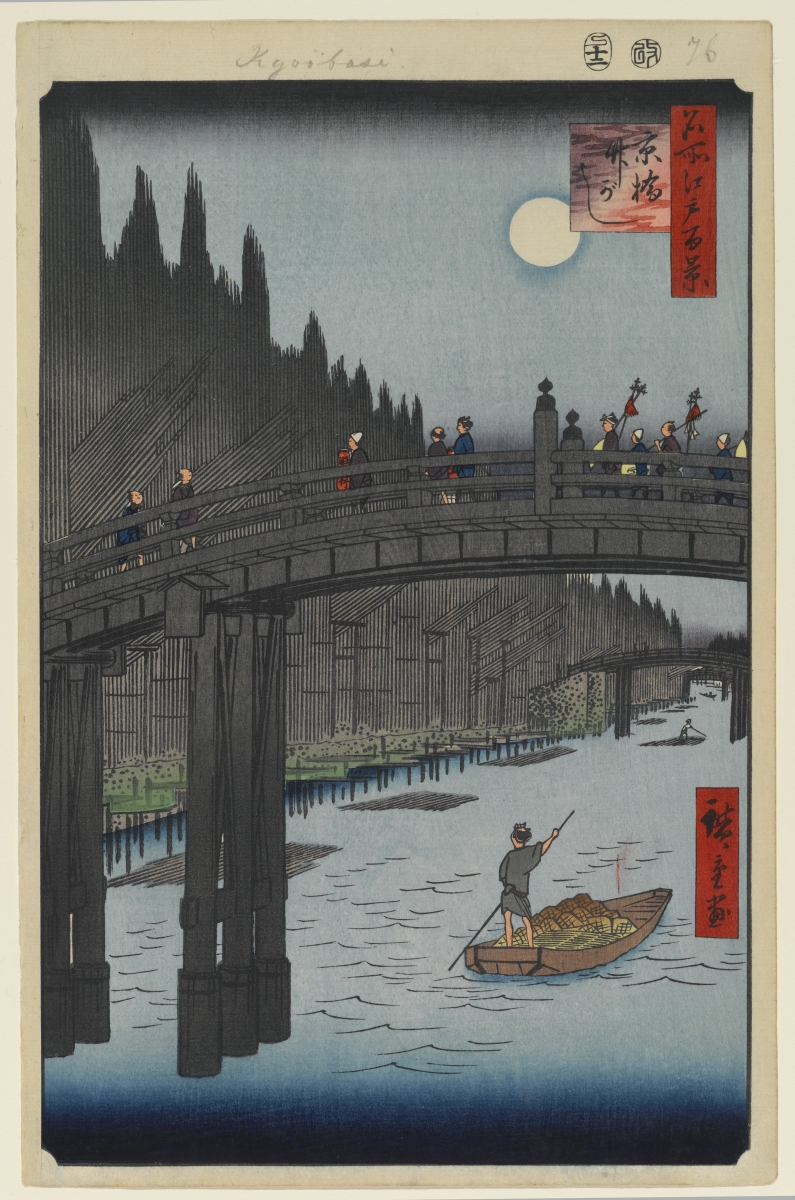
京橋竹がし 歌川広重画
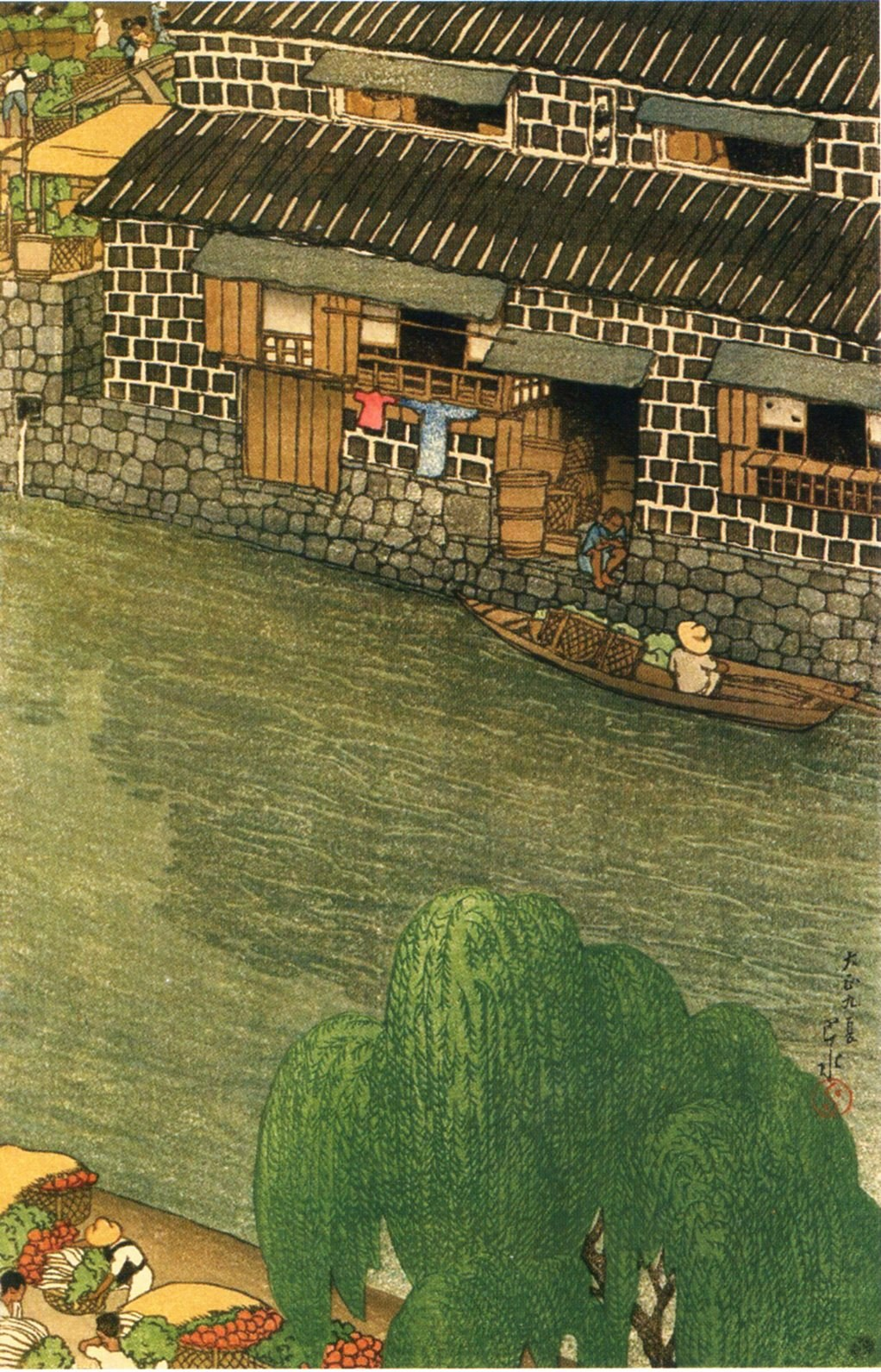
大正期の京橋川の情景 川瀬巴水筆

## 京橋川に架けられていた橋
- 城邊橋（比丘尼橋）（北緯35度40分32.8秒 東経139度45分58.2秒 / 北緯35.675778度 東経139.766167度）
- 紺屋橋（北緯35度40分31.2秒 東経139度46分3.5秒 / 北緯35.675333度 東経139.767639度）
- 京橋（北緯35度40分30.3秒 東経139度46分8.6秒 / 北緯35.675083度 東経139.769056度）
- 炭谷橋（北緯35度40分28.5秒 東経139度46分13.7秒 / 北緯35.674583度 東経139.770472度）
- 新京橋（北緯35度40分27.5秒 東経139度46分16.2秒 / 北緯35.674306度 東経139.771167度）
- 白魚橋（北緯35度40分26.5秒 東経139度46分18.6秒 / 北緯35.674028度 東経139.771833度）

## 関連河川
- 楓川
- 桜川
- 三十間堀川
- 外濠